# Charlotte (voornaam)
Charlotte is een voornaam voor meisjes, afgeleid van Charles of Karel, dat vrije man betekent. De diminutiefuitgang -otte  betekent "middelmatig klein". Charlotte is dus een vrouwelijke vorm van Kareltje. Het betekent dus klein/middelmatig en vrouwelijk.
De naam werd zover bekend voor het eerst gegeven aan Charlotte van Savoye (1423 - 1483). Zij was de tweede echtgenote van Lodewijk XI (Valois) van Frankrijk. De naam is dus ongeveer 600 jaar oud. De feestdag van de zalige Charlotte is op 17 juli.
Varianten van Charlotte zijn Charlotta, Lotte, Lottie en Lotta, Lotje, Karla, Carla, Arlotte, Charlot.

## Bekende personen met de naam Charlotte

### Koninklijk en adel

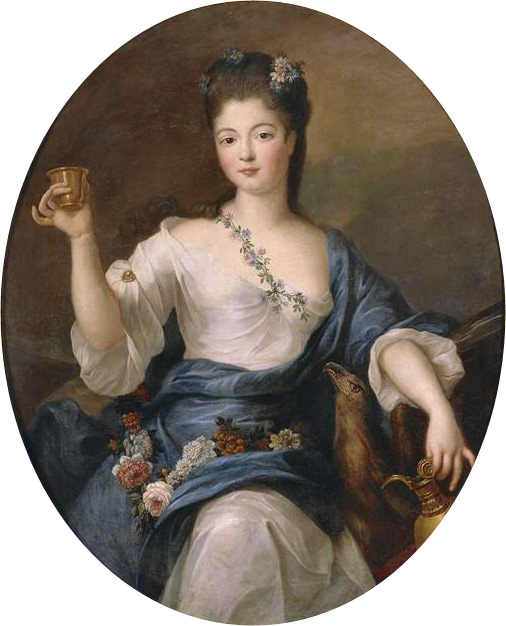
Charlotte Aglaë van Orléans

- Charlotte Augusta van Wales (1797-1817), Brits prinses, vrouw van Leopold I van België (voor zijn koningschap)
- Charlotte van Bourbon (1546/7-1582), derde echtgenote van Willem van Oranje
- Charlotte Aglaë van Orléans (1700-1761), hertogin van Modena en Reggio
- Charlotte van Luxemburg (1896-1985), groothertogin van Luxemburg (1919-1964)
- Charlotte van Mecklenburg-Strelitz (1744-1818), koningin van het Verenigd Koninkrijk (1761-1818)
- Charlotte van België (1840-1927), keizerin van Mexico (dochter van koning Leopold I van België)
- Charlotte van Monaco (1898-1977), Monegaskisch troonsopvolgster (gewettigde dochter van Lodewijk II van Monaco)
- Charlotte Casiraghi: (1986), Monegaskisch prinses (dochter van prinses Caroline van Monaco)
- Charlotte Brabantina van Nassau (1580-1631), adellijk figuur (vijfde dochter van Willem van Oranje)
- Charlotte Flandrina van Nassau (1579-1640), non (vierde dochter van Willem van Oranje)
- Charlotte van Savoye (1445?-1483), koningin van Frankrijk (1461-1483)
- Charlotte van Cambridge (2015), Brits prinses

### Bekende personen

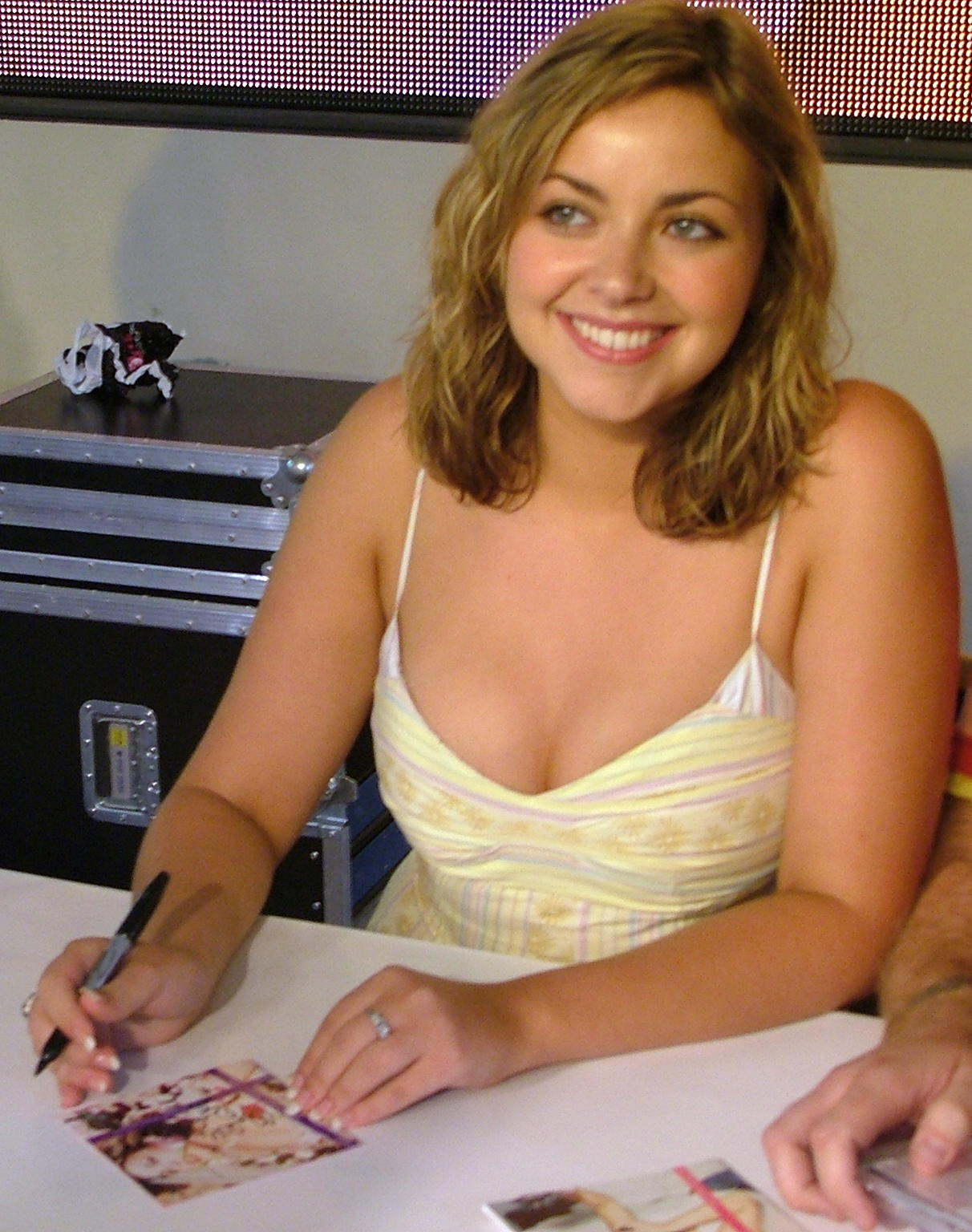
Charlotte Church

- Charlotte Benkner (1889-2004), Amerikaanse vrouw bekend als oudste mens ter wereld (2003-2004)
- Charlotte Besijn (1962), Nederlands actrice.
- Charlotte Brontë (1816-1855), Brits schrijfster (o.a. Jane Eyre)
- Charlotte Church (1986), Brits zangeres
- Charlotte Cooper (1870-1966), Brits tennisser
- Charlotte Gainsbourg (1971), Frans actrice, zangeres en fotomodel
- Charlotte Mutsaers (1942), Nederlands schrijfster
- Charlotte Perrelli (1974), Zweeds zangeres, winnares Eurovisiesongfestival 1999
- Charlotte Rampling (1946), Brits actrice
- Charlotte Salomon (1917-1943), Joods-Duits schilderes
- Charlotte Wessels (1987), Nederlands zangeres

## Trivia
Diverse steden in de Verenigde Staten heten Charlotte.